# ショーモン＝シュル＝ロワール
ショーモン＝シュル＝ロワール（Chaumont-sur-Loire）は、フランス中部のサントル＝ヴァル・ド・ロワール地域圏のロワール＝エ＝シェール県に属するコミューンである。コミューン内にショーモン城がある。